# Queen America
Queen America est une série télévisée américaine en 10 épisodes de 23-34 minutes, créée par Meaghan Oppenheimer et diffusée entre le 18 novembre 2018 et le 6 janvier 2019 sur le service de streaming Facebook Watch, accessible via le réseau social Facebook.
Dans les pays francophones, elle a également été diffusée sur Facebook Watch, uniquement en version originale sous-titrée en français.

## Synopsis
Vicki Ellis est une coach pour concours de beauté très renommée dans l'état de l'Oklahoma. Elle est désespérément recherchée par les jeunes femmes qui rêvent d'accéder au titre de Miss America. En effet, Vicki peut transformer n'importe quelle fille en gagnante. 
Mais quand Hayley Wilson, la talentueuse et belle jeune femme qu'elle coachait depuis l'enfance, perd sa couronne de Miss Oklahoma, Vicki se retrouve sans poulain à mener vers la victoire cette année. Elle accepte par pitié la demande de la première dauphine, l'infortunée Samantha Cole, qui souhaite devenir une concurrente valable pour le titre. 
Néanmoins, Vicki prend un risque en acceptant une novice comme Samantha, en cas d'échec, sa carrière pourrait en prendre un sacré coup.

## Distribution

### Acteurs principaux
- Catherine Zeta-Jones : Vicki Ellis
- Belle Shouse : Samantha Cole
- Teagle F. Bougere : Nigel Hill
- Rana Roy : Mary Clark
- Molly Price : Katie Ellis
- Isabella Amara (en) : Bella Ellis
- Megan West : Brittany Garrett

### Acteurs récurrents
- Tom Ellis : Andy
- Victoria Justice : Hayley Wilson
- Alexander England (en) : Rick Bishop
- Judith Light : Regina Parrot
- Robert Pralgo (en) : Bruce James
- Robb Derringer (en) : Robert Crowe
- Charmin Lee (en) : Nancy Summer
- Mickey Cole Jr. : Michael
- Jennifer Westfeldt : Mandy Green
- Cory Chapman : Kevin Cole
- Jayson Warner Smith : Mr. Cole
- Kat Hughes : Deb Bonilla

## Production

### Développement
Le 3 mai 2018, Facebook annonce la commande d'une première saison de dix épisodes pour une diffusion en 2018 via leur nouveau service de vidéo à la demande, Facebook Watch. La série est créée par Meaghan Oppenheimer qui opère également en tant que productrice déléguée.
La série est également produite par Paul Lee, ancien patron du réseau ABC, et par Bruna Papandrea, productrice de la série à succès Big Little Lies.
Le 5 juin 2018, le réseau dévoile que la réalisatrice Alethea Jones mettra en scène l'intégralité des dix épisodes de la première saison.
En septembre 2018, le lancement de la série est programmé pour le 18 novembre 2018 avec la diffusion des deux premiers épisodes puis, quelques semaines avant le lancement de la série, le service dévoile la première bande-annonce.

### Distribution des rôles
Lors de la commande de la série, Facebook annonce que l'actrice Catherine Zeta-Jones tiendra le rôle principal. Au début du mois de juillet 2018, la distribution principale de la série s'étoffe avec Belle Shouse, Teagle F. Bougere, Rana Roy, Isabella Amara, Molly Price et Megan West.
Le 19 juillet 2018, les actrices Jennifer Westfeldt et Victoria Justice sont annoncées pour des rôles potentiellement récurrents. Quelques jours plus tard, Judith Light rejoint la distribution dans le rôle de Regina, ancien mentor du personnage incarné par Catherine Zeta-Jones.

### Tournage
Le tournage de la série a débuté le 18 juin 2018 à Atlanta en Géorgie.
Certaines scènes ont été tournées dans des villes aux alentours d'Atlanta dont Duluth et Jonesboro.

## Épisodes
1. titre français inconnu (Sequins and Fritos)
2. titre français inconnu (Ms. Claremore)
3. titre français inconnu (Social Awareness)
4. titre français inconnu (Texas)
5. titre français inconnu (Psychological Warfare)
6. titre français inconnu (Juvenile Diabetes)
7. titre français inconnu (The National Anthem)
8. titre français inconnu (Help me, I'm Sick)
9. titre français inconnu (Americana)
10. titre français inconnu (Promises, Promises)

## Accueil

### Critiques
La première saison de la série est reçue avec des critiques allant de mitigées à positives. Sur le site agrégateur de critiques Rotten Tomatoes, elle recueille 67 % de critiques positives sur la base de 9 critiques collectées. 
Sur Metacritic, elle divise la critique avec une note de 54/100 basée sur 4 critiques collectées.